# Roger Bartra i Murià
Roger Bartra i Murià (Ciutat de Mèxic, 7 de novembre de 1942) és un antropòleg i sociòleg mexicà, fill dels escriptors catalans Agustí Bartra i Anna Murià. Doctorat en sociologia per la Université de Paris-Sorbonne i format com a antropòleg a Mèxic. Professor d'Història Social i Política a l'Institut d'Investigacions Socials, Universidad Nacional Autónoma de México. Ha estat professor a les universitats de Wisconsin, Califòrnia, de los Andes (Veneçuela), Católica (Lima), Johns Hopkins (Baltimore), Rutgers (Nova Jersey), al Paul Getty Center (Los Angeles) i a la Universitat Pompeu Fabra (Barcelona).